# Jason Bourne
Jason Charles Bourne és un personatge fictici i protagonista de la sèrie de novel·les de l'escriptor Robert Ludlum i de les seves adaptacions cinematogràfiques. La seva primera aparició va ser a la novel·la The Bourne Identity (1980), la qual va ser adaptada per televisió el 1988 i posteriorment, el 2002, pel cinema.

## Antecedents literaris
Jason Bourne és un exagent de la CIA que després d'una experiència d'estrès psicològic en una de les seves missions sofreix amnèsia dissociativa. En despertar l'únic que vol és saber qui és i recuperar la identitat que tenia abans d'unir-se al programa secret d'operacions Treadston. El seu nom real és David Webb.
Aquest personatge ha aparegut en 10 novel·les (les últimes sis escrites per Eric Van Lustbader), així com a tres pel·lícules amb Matt Damon com a Jason Bourne (The Bourne Identity (2002), The Bourne Supremacy (2004) i The Bourne Ultimatum (2007)) i a una altra sense Damon (The Bourne Legacy (2012)).

## Pel·lícules de Bourne
Pel·lícules que formen part de la tetralogia de Matt Damon:
- The Bourne Identity
- The Bourne Supremacy
- L'ultimàtum de Bourne
- Jason Bourne

Pel·lícules que ja no formen part de l'anomenada "Trilogia de Bourne" però que segueixen sent part de la saga amb Jeremy Renner:
- The Bourne Legacy[3]